# 柯克蘭鎮區 (印地安納州亞當斯縣)
柯克蘭鎮區（英語：Kirkland Township）是位於美國印地安納州亞當斯縣的一個行政鎮區。

## 地方資料
根據2010年美國人口普查的數據，柯克蘭鎮區的面積為62.70平方千米，當中陸地面積為62.70平方千米，而水域面積為0.00平方千米。當地共有人口929人，而人口密度為每平方千米14.82人。